# Конардова, Александра Дмитриевна
Александра Дмитриевна Конардова (15 августа 1934 года — 2 сентября 2010 года) — художница, художница-постановщица игрового кино. Член Союза художников СССР. Лауреат Премии Ленинского комсомола (1978).

## Биография
Александра Дмитриевна Конардова закончила ВГИК, художественный факультет. В дальнейшем, работала на Одесской киностудии; впоследствии — в ТО «Экран».
Проживала в Одессе.

### Творчество
- 1992 — «Милостивые государи»
- 1991 — «Воспоминание о „Коровьем марше“»
- 1989 — «Когда мне будет 54 года»
- 1988 — «Прошедшее вернуть»
- 1988 — «Клад»
- 1985 — «Возвращение Будулая»
- 1984 — «Три сестры» (фильм-спектакль)
- 1983 — «Раннее, раннее утро...»
- 1982 — «Место под солнцем» (короткометражный)
- 1981 — «Уходя, оглянись...» (фильм-спектакль)
- 1980 — «Синдикат-2»
- 1979 — «Сегодня и завтра»
- 1977 — «И это всё о нём»
- 1975 — «Обретёшь в бою»
- 1972 — «Вот моя деревня»
- 1970 — «Шаг с крыши»
- 1969 — «Повесть о чекисте»
- 1968 — «От снега до снега»
- 1968 — «Золотые часы»
- 1967 — «Короткие встречи»
- 1965 — «Погоня»
- 1964 — «Одиночество»
- 1963 — «Шурка выбирает море»